# Csernovics Emília
Mácsai Csernovics Emília (Arad, 1819. november 19. – Budapest, 1909. november 30.) Damjanich János honvéd vezérőrnagy és aradi vértanú felesége volt.

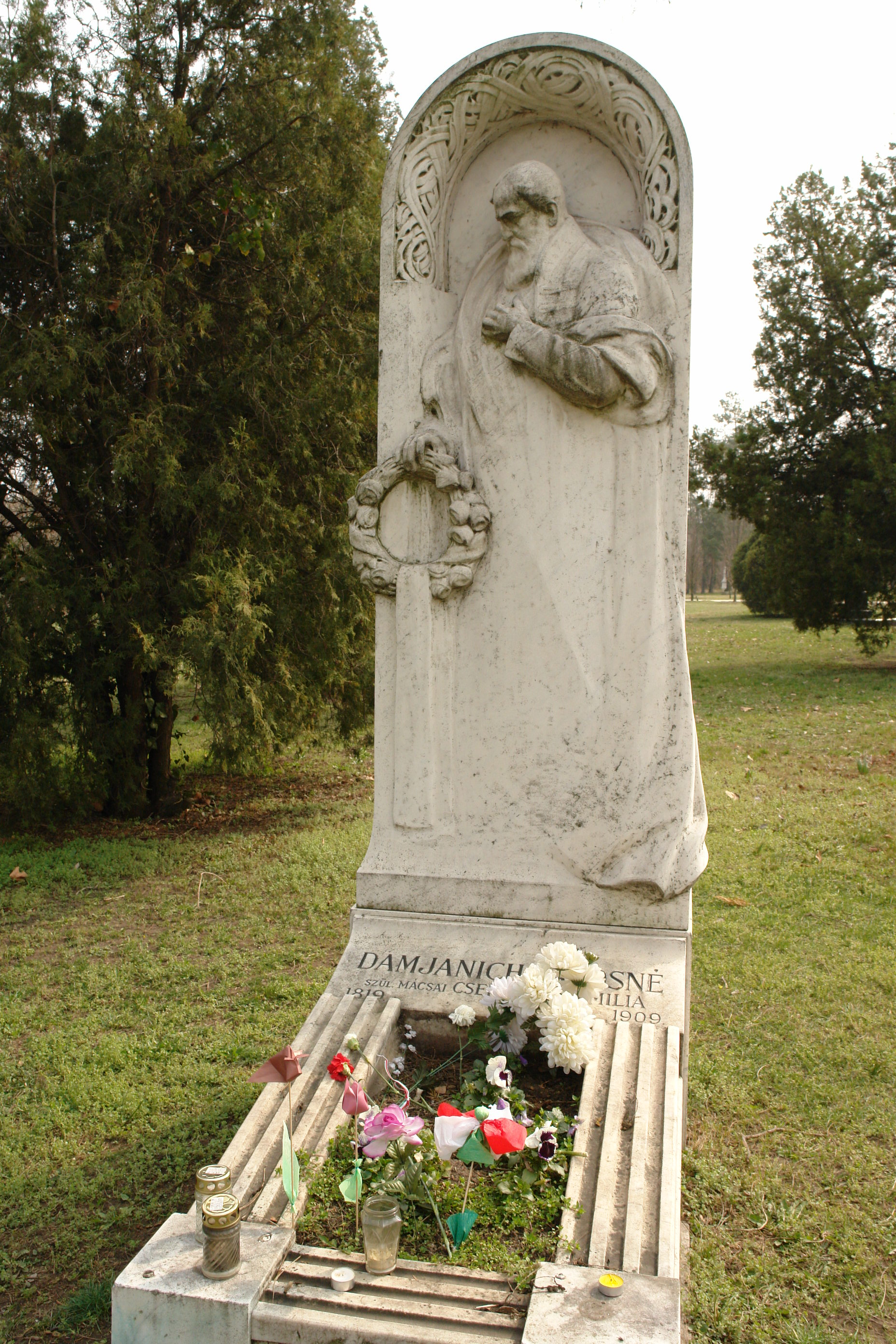
Sírja a Fiumei úti sírkertben (30-1-19). Alkotó: Radnai Béla

## Élete
A nemesi származású mácsai Csernovics család sarja. Férjéhez hasonlóan szerb származású volt. Emília Aradon nevelkedett, mácsai Csernovics János (1787–1824) aradi főszolgabíró és balatoncsehi Bosnyák Jozefa (1788–1877) lánya volt. 1847. augusztus 30-án Aradon házasodott össze Damjanichcsal és annak kivégzéséig, mindössze két évig éltek együtt. Ennek ellenére – és néhai férje kérése ellenére – Damjanich halála után nem ment férjhez, haláláig, 60 éven át gyászolta hitvesét, de nem tétlenül, ahol tudott segített az özvegyeken és az árvákon, a szükséget szenvedőkön. 1861-ben egyesületet alapított, a Magyar Gazdaasszonyok Egyesületét, segítőtársai közt ott volt Batthyány Lajos özvegye Zichy Antónia grófnő, a Wenckheim család, stb.